# Harmonie tonale
Pour des articles plus généraux, voir Harmonie et Système tonal.
Dans la théorie de la musique occidentale, l’harmonie tonale a pour objectif l'étude du système tonal, c'est-à-dire des accords spécifiques à ce système et de leurs enchaînements.

## Histoire
L'harmonie tonale est une technique d'écriture musicale, née dans le courant du XVIe siècle avec l'affirmation du sentiment tonal dans la musique. Auparavant, la musique était essentiellement modale et basée sur la mélodie. Jusqu'alors, le contrepoint, technique d'écriture se rattachant à cette musique modale donnait la primauté aux lignes mélodiques et à leur superposition. Sans intégrer la notion d'accord, les règles du contrepoint définissaient les intervalles harmoniques admissibles entre les différentes parties deux à deux en tenant compte de leurs mouvements mélodiques. L'harmonie résultait de la construction du contrepoint.
L’harmonie tonale, elle, a pour vocation d'unir ces principes d'« horizontalité » (la mélodie) avec les principes de « verticalité » (les accords). Elle reprend une partie des règles du contrepoint, et y apporte des enrichissements propres à cette verticalité à trois sons et plus. Le contrepoint, quant à lui, a continué d'évoluer en parallèle de l'harmonie.
Jusqu'en 1720-1730, le tempérament égal n'était généralement pas utilisé (sauf par les instruments à cordes et à frettes pour lesquels il est presque nécessaire). Certaines modulations n'étaient pas praticables du fait de la présence de la quinte du loup dans le cycle des quintes non tempéré (voir : gamme pythagoricienne) ; son emplacement étant fixe (la♭ - mi♭), elle interdisait les modulations la faisant se situer en une position inappropriée dans la gamme. L'apparition du tempérament égal a profondément contribué à l'évolution de l'harmonie tonale en permettant l'application de ses règles à toutes les tonalités. Les genres contrapuntiques ont également bénéficié du tempérament égal et des possibilités des modulations qu'il offre.
De nos jours, harmonie tonale et contrepoint continuent d'être enseignés, parfois en parallèle, comme deux disciplines à part entière et complémentaires. Cette complémentarité peut être illustrée par cette citation d'Olivier Messiaen : « Sachant que la musique est un langage, nous chercherons d'abord à faire « parler » la mélodie. La mélodie est le point de départ. Qu'elle reste souveraine ! Et quelle que soit la complexité de nos rythmes et de nos harmonies, ils ne l'entraîneront pas dans leur sillage, mais, au contraire, lui obéiront comme de fidèles serviteurs ; l'harmonie surtout restera toujours la « véritable », celle qui existe à l'état latent dans la mélodie, est issue d'elle depuis toujours. »

### Prévalence dans la musique occidentale

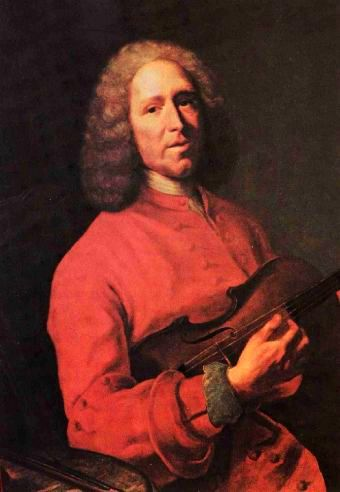
Jean-Philippe Rameau.

L’harmonie tonale, depuis les premiers essais de polyphonie (que l’on situe entre les XIe et XIIe siècles) jusqu’à ses ultimes perfectionnements de la période baroque et ses multiples enrichissements des périodes romantique et symphonique, est indissociable de l’histoire de la musique occidentale. Elle en constitue à la fois le fondement et le fil conducteur. Bien que plusieurs auteurs aient théorisé avant lui, Jean-Philippe Rameau (1683-1764) est généralement considéré comme le premier à avoir exprimé en un tout cohérent les conventions, les règles et les usages de l'harmonie tonale. Rameau veut fonder l'harmonie sur les lois « naturelles ». Ses démonstrations se fondent sur un cartésianisme purement mathématique. Plus tard, après avoir découvert les travaux de Joseph Sauveur, il mettra particulièrement en exergue l'importance des sons harmoniques (théorie du « corps sonore »), l'harmonie préexistant à la mélodie et formant la quintessence de la musique. Les recherches de Rameau, fondées sur son expérience propre et, partiellement, sur son intuition et la propension de son époque à rechercher des explications « naturelles » à tout phénomène puis appuyées sur l'expérience, sont consignées dans un second traité Génération harmonique en 1737. L'approche de Rameau, dans son souci de systématisation, n'est pas exempte d'erreurs, telles que la notion d'« harmonique inférieur », ou d'accord parfait mineur. Cette approche recevra un complément théorique important, notamment au plan de la physiologie, dans les travaux de Helmholtz. 
La musique contemporaine à partir du XXe siècle, a pris nombre de libertés mais ne s'est jamais vraiment dissociée complètement de l’harmonie tonale : de nombreux compositeurs de cette époque ont conçu de nouveaux systèmes musicaux se définissant avant tout par leur opposition au système tonal. C'est déjà le cas dès 1885 avec la Bagatelle sans tonalité, de Franz Liszt, et de plusieurs œuvres de Gustav Mahler qui peuvent annoncer une démarche systématique d'opposition à la tonalité, jusqu'à la musique concrète qui, n'utilisant aucune « note », n’utilise forcément aucune harmonie. Mais il serait réducteur de limiter l'apparition de systèmes atonaux tels que le dodécaphonisme d'Arnold Schönberg ou le sérialisme à une réaction aux « diktats » de la tonalité, car ces musiciens du début du XXe siècle avaient également le souci d'étendre les possibilités expressives permises jusqu'alors par l'harmonie tonale.
Olivier Messiaen, qui codifie  le premier les modes à transpositions limitées, affirmera tout au long de sa fructueuse production musicale que tous les chemins, si tortueux soient-ils, qu’on a essayé d’emprunter pour s’éloigner de l’harmonie scolastique, restent dominés par la beauté et la supériorité de l’accord parfait, et tout particulièrement de l’accord parfait majeur. L'apparition du sérialisme et l'évolution de la musique contemporaine au cours du XXe siècle, en marquant la fin du strict respect des règles de l'harmonie tonale et du contrepoint classique, en affirment-ils paradoxalement la pérennité ? C'est ce que Paul Dukas semblait déjà exprimer : 
« Où allons-nous ? Tout a été fait. Depuis ces vingt dernières années il semble que les limites extrêmes aient été atteintes. On ne peut être plus ingénieux, plus raffiné que Ravel, plus audacieux que Stravinsky. Quelle sera la nouvelle formule d'art ? Il faudra retourner aux sources mêmes, à la simplicité, pour trouver quelque chose de véritablement neuf. Le contrepoint ? Là, sans doute, se trouve l'avenir. »
La variété des musiques contemporaines prolonge le débat entre les tenants d'une beauté « naturelle » (celle issue de l'harmonie tonale) et les tenants d'une « beauté » artificielle, produite librement par l'homme.

### Hors du cadre de la musique «classique»
L'utilisation de l’harmonie tonale élémentaire (par opposition à la musique atonale) est prépondérante dans la production musicale actuelle (XXe et XXIe siècles). Qu’il s’agisse de la musique de variétés, du jazz, des musiques de film, des génériques d'émissions télévisées, du rock, de la techno, du rap ou du hip-hop, l'essentiel de la musique occidentale reste dominée par l'harmonie tonale élémentaire. Par ailleurs, les musiques non occidentales (notamment la musique japonaise et la musique chinoise), avec l’influence d’Internet et des synthétiseurs qui sont tous accordés en tempérament égal, adoptent certains traits et caractéristiques propres à l’harmonie classique occidentale.

## Introduction

### Caractéristiques
L’harmonie tonale considère l’accord comme une structure organisée à part entière, une unité synthétique, avec ses propres règles de disposition et d’enchaînement. En conséquence, on peut dire que le terme d’harmonie — de préférence, sans majuscule — signifie également « l’ensemble des règles permettant la disposition et l’enchaînement des accords. ». Ces règles n’ont rien d’arbitraire : elles résultent des constatations faites par des générations de musiciens qui se sont appuyés — certains, sans le savoir — sur les lois de l’acoustique, et principalement de la décomposition harmonique des sons. Concernant ces règles, il faut toujours garder en tête que ce qui est simplement acceptable doit être banni « lorsqu’il est possible de trouver mieux » et que ce qui est interdit doit être considéré comme possible, « quand on ne peut pas faire autrement. ».

#### Notion de mouvement
La première difficulté de l’harmonie, est qu’un accord est le résultat de la combinaison de mouvements mélodiques (principe d’« horizontalité ») et de mouvements harmoniques (principe de « verticalité »). Ces deux mouvements peuvent être considérés comme la « matière première » de l’harmonie.
Les deux principes de mouvements harmoniques et de mouvements mélodiques n'ont pas toujours été ambivalents. À la Renaissance, c'est la verticalité qui primait. Les baroques ont su mélanger les deux principes. L'écriture de Bach (1685–1750) abonde dans ce sens en étant à la fois contrapuntique et harmonique. C'est par exemple le cas du choral final de la 140e Cantate de Bach.
À l'époque du classicisme viennois (entre 1750 et 1800) dont Mozart et Haydn sont les principaux représentants, la ligne mélodique reviendra au cœur de l'écriture et sera servie par une écriture harmonique assujettie. On pourra se faire une idée de ce procédé en écoutant le second mouvement du concerto pour clarinette de Mozart.
Les jeux de mouvements mélodiques au sein de l'harmonie sont régis par les règles du contrepoint, qui tendent à éviter une certaine présentation d'intervalle (en particulier l'intervalle de quinte est évité).

#### Notion d’accord
Avant d’étudier les trois grandes classes ou familles d'accords, il convient d’établir une distinction entre, d’une part, la « disposition verticale des accords » (en d’autres termes, les accords au repos), d’autre part l’« enchaînement des accords » (c’est-à-dire les accords en mouvement). Une fois établis les principes généraux de disposition et d'enchaînement, il convient d’aborder l’étude des « trois grandes classes d’accords » :
- La classe des accords de trois notes (ou « accords de trois sons »), dont les notes réelles (ou notes constitutives), sont la « fondamentale », la tierce et la quinte ;
- La classe des accords de quatre notes (ou accords de quatre sons), dont les notes réelles sont celles d'un accord de trois notes, plus une septième ;
- La classe des accords de cinq notes (ou « accords de cinq sons »), dont les notes réelles sont celles d'un accord de quatre notes, plus une neuvième.

L’harmonie scolastique ignore les familles d’accords de plus de cinq notes. Les accords dits de onzième ou de treizième tonique, dont les appellations semblent suggérer des accords de six et sept notes sont respectivement des accords de quatre et cinq notes placés sur la tonique. La présente section est donc consacrée aux accords classés sans notes étrangères, qu’on désigne traditionnellement sous le terme d’harmonie naturelle.

### Notion de note étrangère
On entend par note étrangère, une note qui s'ajoute ou se substitue à une note réelle d’un accord (fondamentale, tierce, quinte, septième ou neuvième). Précisons que de telles notes sont étrangères à cet accord, mais pas nécessairement étrangères à la tonalité. Toute note étrangère modifie la couleur de l’accord primitif en amenant une tension, une dissonance le plus souvent : elle doit donc être considérée comme une note attractive. Normalement, la note qui la précède fait fonction de préparation (ou note préparatoire) et la note qui lui succède amène la résolution (ou note résolutive).
En fonction de leurs caractéristiques, on peut regrouper les différentes notes étrangères en trois catégories :
- Lorsque la note étrangère se substitue passagèrement aux notes constitutives, on a affaire à un accord de onzième ou de treizième tonique, un retard, une appoggiature, une broderie, une note de passage, une anticipation ou une échappée.
- Lorsque la note étrangère se substitue définitivement aux notes constitutives, on a affaire à un accord avec note altérée.
- Enfin, lorsque la note étrangère est ajoutée aux notes constitutives, on a affaire à une pédale ou un accord avec note ajoutée.

Lorsqu’un ensemble de sons simultanés ne peut être analysé comme un accord classé (avec ou sans notes étrangères), il convient de désigner celui-ci sous le vocable d’agrégat. L’étude des agrégats sort bien évidemment du cadre de l’harmonie tonale.
L’étude des accords classés modifiés par diverses notes étrangères est traditionnellement appelée « harmonie dissonante artificielle ».

### Recommandations élémentaires et objectifs
L’harmonie enseignée dans les écoles de musique et les conservatoires, appelée « harmonie scolastique », a pour but de former la plume de l’élève musicien.

#### Audition
Pour les musiciens, l'« oreille » est un outil fondamental. Cela consiste autant en la capacité d'écoute et d'analyse de sons réels qu'en la possibilité d'imaginer les sons, leurs superpositions, leurs enchaînements et leurs timbres. C'est la capacité à entendre intérieurement des musiques qui ne sont pas jouées, à la lecture d'une partition, ou en faisant appel à la mémoire ou l'imagination. Certains professeurs considèrent qu'une oreille développée (mais pouvant être relative) est un prérequis à l'étude de l'harmonie tonale. D'autres considèrent au contraire que l'harmonie tonale est un moyen de développer l'oreille du musicien. Ainsi, selon Michel Baron, professeur d'harmonie au Conservatoire de Saguenay, « Le postulat politiquement correct selon lequel l'harmonie serait une discipline servant à développer l'audition de base est à peu près aussi peu sérieux que de considérer les études de médecine comme un préalable pour assimiler les cours de biologie du secondaire »
Tandis que selon le Conservatoire de musique de Genève, l'objectif du cours d'harmonie comporte, entre autres :
« Développement de l'audition, de la lecture, de l'imagination par un travail d'écriture soigné, qui doit se réaliser par une démarche à la fois théorique et pratique. »

#### Description
L'harmonie scolastique est composée de directives, de consignes, de règles, devant être scrupuleusement respectées par l’élève, dans le but de rechercher, non pas la soumission absolue à un certain nombre de contraintes abstraites, mais plutôt, un ordonnancement fondamental devant faciliter l’accès à la musique tonale dans ses trois dimensions, rythmique, mélodique et harmonique. L’harmonie scolastique suppose acquise la connaissance du solfège (en particulier la théorie générale de l’intervalle), ainsi que celle de l’analyse musicale élémentaire (gammes, degré, modes, tonalités, armures, transposition, etc.).
Les recommandations suivantes concernent surtout les voix pour lesquelles sont écrits les « devoirs d’harmonie ». Ces derniers sont généralement prévus pour les quatre parties d’un « quatuor vocal mixte », mais on peut trouver parfois un nombre de parties différent. Le minimum requis est de trois parties, et il n'y a pas de maximum théorique. Dans la pratique, l'étude de l'harmonie se fait essentiellement à quatre voix mixtes.

#### Désignation, étendue et notation des différentes voix
Les voix extrêmes sont d’une part, la plus grave (la basse), d’autre part, la partie supérieure (le soprano dans un quatuor vocal mixte). Les parties intermédiaires sont toutes les autres parties (précisément, le ténor et l’alto dans un quatuor vocal mixte).
| Voix                         | Tessiture                        | Clefs traditionnelles | Clefs usuelles                | Commentaires                                                 |
| ---------------------------- | -------------------------------- | --------------------- | ----------------------------- | ------------------------------------------------------------ |
| Soprano                      | du do 3 au la 4 (parfois si b" 4 | clé d’ut 1re          | clé de sol 2e                 |                                                              |
| Alto                         | du fa 2 au ré 4                  | clé d’ut 3e           | clé de sol 2e                 |                                                              |
| Tenor                        | du do 2 au la 3                  | clé d’ut 4e           | clé de sol 2e ou clé de fa 4e | transposition octava bassa (clé de sol), en notation usuelle |
| Basse                        | (parfois mi 1)du fa 1 au ré 3    | clé de fa 4e          | clé de fa 4e                  |                                                              |
| Quatuor instrumental         | Tessiture                        | Clefs traditionnelles | Clefs usuelles                | Commentaires                                                 |
| violon 1, flûte ou hautbois… | du do 3 au la 4                  | clé d’ut 1re          | clé de sol 2e                 | Liste d'instruments non limitative                           |
| violon 2                     | du do 3 au la 4                  | clé d’ut 3e           | clé de sol 2e                 |                                                              |
| violon alto ou viole         | du do 3 au la 4                  | clé d’ut 3e           | clé d’ut 3e                   |                                                              |
| violoncelle                  | fa 1 au ré 3                     | clé de fa 4e          | clé de fa 4e                  |                                                              |

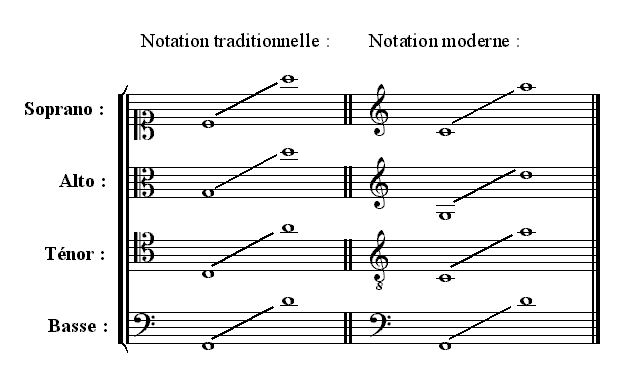
Types de voix et clés.

Cependant, la notation de piano (quatre voix sur un système à deux clefs : clé de sol 2e pour les deux voix féminines et clé de fa 4e pour les deux voix masculines), plus économique en place, est de plus en plus souvent utilisée. C’est le cas des exemples de cette série d’articles.

#### Autres recommandations
Il convient de rester le plus possible dans le médium des voix, et de n’utiliser les « notes extrêmes » (très aiguës ou très « graves ») que dans les cas difficiles. Lorsqu’une voix passe au-dessus de la voix immédiatement supérieure, on dit qu’il y a croisement — par exemple, si le ténor passe au-dessus de l’alto. — Il est préférable, au moins au début, de ne pas utiliser de croisement, et seulement pour des raisons « motivées ». Les parties que l’on perçoit le plus sont : d’abord la « voix supérieure », ensuite, la « basse », enfin seulement, les « parties intermédiaires ».
Il résulte de ce phénomène que les parties extrêmes doivent être surveillées avec le plus de vigilance. Les parties intermédiaires, au contraire, bénéficient souvent de nombreuses licences.

#### Exemples d’harmonie tonale à quatre voix

##### Passage du do majeur au ré majeur

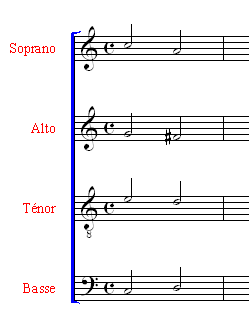
Passage du do majeur au ré majeur.

Partons de l'accord de do majeur agencé comme ci-dessous et voyons à partir d'une basse en do comment passer en ré majeur. Cette succession d'accords se trouvera très fréquemment dans la tonalité de sol majeur par exemple où il correspond à un enchainement des deux degrés forts IV et V. Cet exemple a pour vocation de présenter les raisonnements associés à la réalisation musicale dans l’harmonie tonale classique.
Le do aigu du Soprano ne peut pas passer en ré car il y aurait des octaves consécutives interdites en harmonie classique, le do aigu ne peut pas passer en fa# car ce mouvement de quarte augmentée n'est pas (peu ou mal) autorisé en harmonie classique (il pourrait éventuellement descendre au fa#, puisqu'il dessinerait ainsi un mouvement contraire par rapport à la basse), le do aigu ne peut pas passer au la aigu car il aurait une quinte directe avec la basse. Il en résulte que le do aigu ne peut que descendre au la, la quinte résultante étant tolérée du fait que les mouvements sont contraires avec la basse et que la basse procède par mouvement conjoint. Le sol de l'alto ne peut pas monter au la car il y aurait des quintes consécutives interdites en harmonie classique, il ne peut pas monter au ré aigu car il y aurait croisement, ce qui n'est pas autorisé sans la nécessité de suivre un motif, il doit donc descendre au fa#. Dans ces conditions, le mi du Ténor descend au ré, l'octave directe obtenue est tolérée du fait qu'elle n'intervient pas entre les deux extrêmes et que l'une des deux voix concernées est conjointe. On voit donc qu'il n'existe qu'une seule possibilité pour passer au ré majeur en admettant la disposition de l'accord de do au départ et l'on comprend ainsi le caractère draconien des règles d'écriture en harmonie classique.
L’accord de ré ne pourrait se trouver en position de sixte qu'avec un fa# plus grave, le mouvement de quarte augmentée étant interdit (difficile à chanter), ni en position de quarte et sixte car le soprano devant passer au ré (le fa# est impossible à cause du do-fa# et le la également à cause des octaves consécutives), un passage au fa# de l’alto obligerait le ténor à passer au ré créant une quarte insuffisamment préparée avec la basse, et cette quarte serait également insuffisamment préparée avec le soprano si l’alto monte au la et le ténor au fa#. Il en résulte que pour passer du do majeur au ré majeur, la solution est quasiment unique, le ré en position fondamentale étant la seule solution totalement correcte.

##### Passage du do majeur au fa majeur

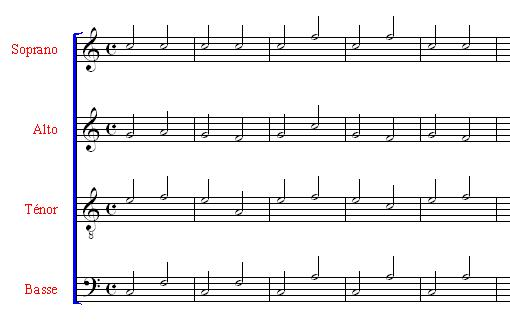
Passage du do majeur au fa majeur.

En revanche, pour passer par exemple du do majeur au fa majeur, il y aurait deux solutions pour un fa en position fondamentale et trois pour un fa en position de sixte ainsi que le montre le schéma ci-dessous. En position fondamentale, le do doit se maintenir au soprano alors que le soprano peut monter au fa (il y a même deux solutions) pour un accord d’arrivée en position de sixte. On vérifie facilement à l’aide de raisonnements analogues qu’il y aurait trois solutions pour un passage en fa majeur en position de quarte et sixte.
Il existe aussi des impossibilités formelles en harmonie tonale, par exemple il n’existe aucune combinaison acceptable pour avancer ou reculer d’un demi-ton, on ne peut donc ni passer au ré bémol ou do dièse majeur, ni passer au si majeur à partir d’un do majeur, les contradictions sont insolubles, il faut ajouter une septième à l’accord d’arrivée pour que ce soit possible, la tonique cesse alors d’être doublée rendant une configuration possible.

### Enchaînement des accords stables
(août 2017).
Un accord stable est un accord ne comportant aucune dissonance. Seuls les accords parfaits — c'est-à-dire les accords de trois notes, à l'état fondamental et dont la quinte est juste — peuvent être considérés comme tels, à l'exception toutefois de l'accord parfait majeur placé sur la dominante, qui, à cause de sa tierce, la sensible, peut être considéré dans une moindre mesure, comme un accord attractif, bien que dépourvu de toute dissonance.
Un accord stable produit une impression de repos, d'équilibre, et n'appelle pas d'enchaînement particulier. On peut donc, théoriquement, l'enchaîner à n'importe quel autre accord. Cependant, tous les enchaînements ne sont pas équivalents. En effet, l'importance de l'enchaînement d'un accord stable dépend de deux facteurs interdépendants : le degré de la fondamentale de l'accord suivant, et l'intervalle franchi par celle-ci. Degrés et mouvements mélodiques de la fondamentale étant classés par qualité décroissante, il conviendra d'utiliser autant que possible les bons ou les meilleurs d'entre eux, les médiocres devant être réservés aux cas difficiles, et placés de préférence sur les temps faibles.
Il est possible de supprimer un enchaînement médiocre ou mauvais, en intercalant entre les deux accords qui se succèdent, un accord intermédiaire, situé, selon le cas, à la tierce, à la quarte, ou encore, à la quinte inférieure, par rapport à la fondamentale du premier accord. Par exemple, l'enchaînement V - IV — enchaînement médiocre bien que constitué de meilleurs degrés — pourra être amélioré par l'ajout de l'accord situé une quinte au-dessous du Ve degré, ce qui donnera : V - I - IV — meilleurs degrés et meilleurs enchaînements.

#### Classement des degrés de la fondamentale
L'importance de la fondamentale a été mise en évidence par le compositeur et théoricien Jean-Philippe Rameau. Les degrés principaux — Ier, IVe et Ve degrés — sont considérés comme les principaux degrés parce qu'ils remplissent les fonctions tonales, à savoir, et respectivement : fonction de tonique, fonction de sous-dominante et fonction de dominante. Mais, au sens large du terme, les deux dernières fonctions comprennent respectivement le II et le IV, et le V et le VII
En mineur, la médiante pourra avoir une quinte juste, ou augmentée, c'est-à-dire avec sensible. En mineur toujours, le VIIe degré, lorsque celui-ci se transforme passagèrement en sous-tonique, peut également être utilisé, mais de préférence sur temps faible, et comme accord de passage, sinon, il donne à l'oreille l'impression de basculer dans la tonalité relative majeure dont il est la dominante. Sinon, il est généralement considéré comme une dominante sans fondamentale.

#### Classement des mouvements mélodiques de la fondamentale

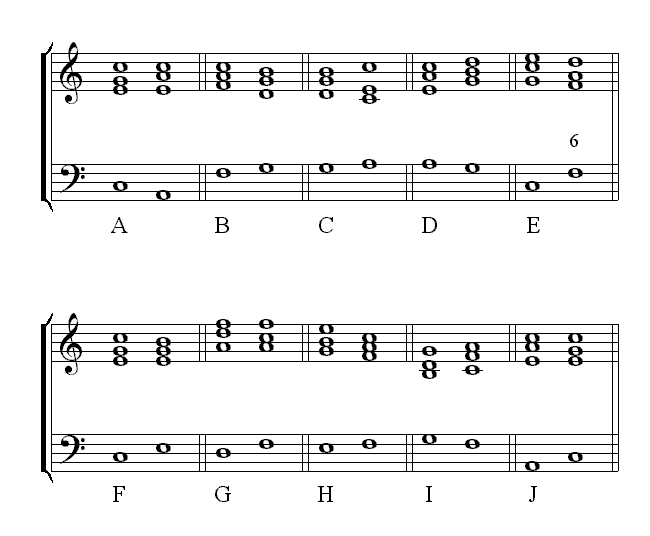
Classement par mouvements de la fondamentale

Mis à part les enchaînements par quarte ou quinte, ascendantes ou descendantes — enchaînements naturels, toujours excellents[style à revoir] quel que soit le degré de la fondamentale —, on distingue les enchaînements suivants :
- Les meilleurs enchaînements sont les enchaînements par tierces descendantes ou sixtes ascendantes (exemple A) ;
- Les bons enchaînements :
  - du IVe au Ve degré (exemple B)
  - du Ve au VIe degré (exemple C)
  - du VIe au Ve degré (exemple D)
- Les enchaînements médiocres :
  - du Ier au IIe degré, quand le IIe est un accord de sixte (exemples E)
  - du Ier au IIIe degré (exemple F)
  - du IIe au IVe degré (exemple G)
  - du IIIe au IVe degré (exemple H)
  - du Ve au IVe degré (exemple I)
  - du VIe au Ier degré (exemple J)

Tous les autres enchaînements doivent être évités.

### Enchaînement des accords attractifs
Un accord attractif est un accord comportant au moins une dissonance constitutive. Alors que, par nature, un accord stable est statique, un accord attractif est, tout au contraire, nécessairement dynamique à cause de la dissonance qui oriente celui-ci dans une direction déterminée. La tension issue de la dissonance s'exerçant sur l'accord tout entier, l'accord attractif, de par son instabilité caractéristique, donne envie à l'oreille d'entendre un nouvel accord amenant une détente. À l'instar de la dissonance qui appelle une résolution, l'accord dissonant appelle inéluctablement un enchaînement précis permettant de résoudre cette dissonance.

### Différents types d'accords attractifs
Sont principalement considérés comme des accords attractifs :
- tous les accords de quatre notes et tous ceux de cinq notes, notamment les accords de septième et neuvième de dominante, avec ou sans fondamentale (exemple A) ;
- tout accord dont la quinte est diminuée ou augmentée (exemple B) ;
- l'accord de quarte et sixte (exemple C) ;
- tout accord dont la fondamentale, la tierce ou la quinte est altérée par mouvement chromatique (exemples D & E).

Par ailleurs, mais dans une moindre mesure, les accords suivants peuvent également être considérés comme des accords attractifs :
- l'accord de trois notes placé sur la dominante, parce que sa tierce, la sensible, est une note attractive ;
- tout accord comportant une note étrangère à valeur mélodique, telles que retard, appoggiature, broderie, note de passage, anticipation, échappée, etc.

### Différents types d'enchaînements d'accords attractifs
Selon qu'un accord attractif amène ou non l'accord « pressenti », l'enchaînement sera qualifié d'ordinaire ou d'exceptionnel. Qu'ils soient ordinaires ou bien exceptionnels, les enchaînements des accords attractifs sont de toutes façons d'excellents[style à revoir] enchaînements, la seule contrainte de réalisation étant de respecter les règles de résolution des notes attractives.

#### Enchaînement ordinaire
Un enchaînement ordinaire — ou enchaînement normal — est l'enchaînement depuis un accord attractif vers l'accord « pressenti » : dans ce cas, les notes attractives du premier accord se résolvent régulièrement. Un enchaînement ordinaire correspond très souvent à un enchaînement naturel — par quinte juste ou quarte juste, ascendant ou descendante.
Exemples :

#### Enchaînement exceptionnel
Un enchaînement exceptionnel est l'enchaînement depuis un accord attractif vers un accord autre que l'accord « pressenti ». Dans ce cas, les notes attractives du premier accord peuvent se résoudre irrégulièrement. Un enchaînement exceptionnel produit toujours un effet inattendu. Un accord attractif peut être facilement enchaîné à un nouvel accord attractif, appartenant ou non à la tonalité (exemples F, G, H et I). De nombreuses modulations peuvent être introduites par ce biais.
Exemples :

## Enchaînement et rythme
(août 2017).
L'harmonie est partiellement tributaire du rythme. En conséquence, voici quelques considérations générales d'ordre rythmique permettant d'éviter des enchaînements maladroits.
Du point de vue de la fréquence des changements d'accords, la moyenne est habituellement d'un accord par temps, mais un tempo lent peut autoriser deux ou trois accords par temps, tandis qu'un tempo rapide, un accord tous les deux ou trois temps.

### Accord stratégique et accord de passage
On appelle accord stratégique un accord à fonction harmonique déterminée — fonction de tonique, de dominante ou de sous-dominante — sur laquelle on veut insister, et qui, précisément à cause de cette fonction, sera placé sur temps fort, ou partie forte de temps, afin d'être mis en valeur. De façon générale, appartiennent à cette catégorie, les accords ayant pour fondamentale : le Ier degré, le IIe — principalement lorsque celui-ci est accord préparatoire —, le IVe et le Ve — dans une moindre mesure, le VIe degré ; plus rarement, le IIIe.
On appelle accord de passage un accord de moindre importance servant de transition à deux accords stratégiques. Par exemple, peuvent être considérés comme tels, un accord sur degré médiocre — le IIIe, par exemple —, ou introduit par un enchaînement médiocre, également, un accord dont la structure n'est pas rigoureusement conforme aux règles de disposition de l'accord, ou encore, un accord ne pouvant être placé sur temps fort à cause de son état, etc. L'accord de passage est toléré exclusivement sur temps faibles ou parties faibles de temps et, de préférence, lorsque la basse procède par mouvement conjoint. En vertu du principe « qui peut le plus, peut le moins », tout accord stratégique peut être employé comme accord de passage.

### Syncopes et harmonie

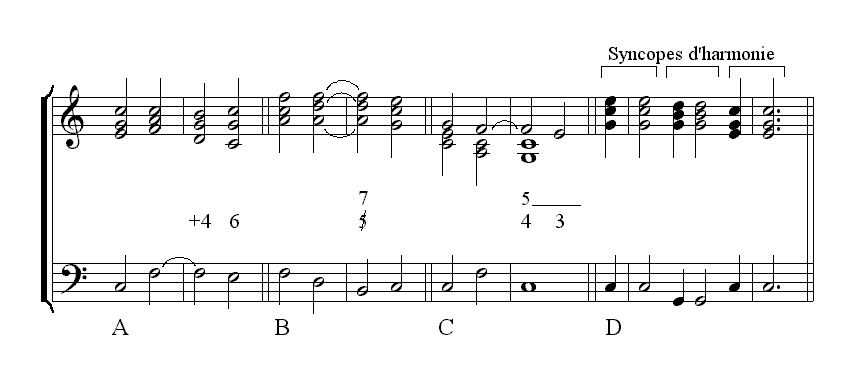
Enchaînement et rythme.

La syncope, note attaquée sur temps faible — ou partie faible de temps — et prolongée sur temps fort — ou partie forte de temps —, appelle quelques précautions de réalisation. La partie forte d'une note syncopée qui procède ensuite par mouvement conjoint descendant, doit de préférence être harmonisée en septième (exemple A), en neuvième (exemple B), ou encore en retard supérieur (exemple C).
Une double syncope est la syncope simultanée des parties extrêmes. Celle-ci doit être en principe évitée car elle donne l'impression de déplacer l'accent naturel de la mesure. De manière générale, il est préférable qu'une seule partie soit syncopée (exemples A & C), ou du moins, en cas de pluralité de parties syncopées, que l'une des deux parties extrêmes ne le soit pas (exemple B).
Une syncope d'harmonie — ou syncope d'accord — est la prolongation ou la répétition — avec ou sans changement d'état — sur le temps fort suivant, d'un accord placé sur un temps faible — il ne s'agit donc pas nécessairement d'une véritable syncope, au sens rythmique du terme. La syncope d'harmonie doit être évitée pour les mêmes raisons que la double syncope. Toutefois, celle-ci ne sera pas fautive si elle est une conséquence du contour rythmique de la mélodie principale (exemple D : Le Bon roi Dagobert).

## Contenu typique des études d'harmonie
Après l'étude des accords de trois sons puis de leurs renversements, le langage s'enrichit de l'aspect pratique des modulations, des septièmes de dominantes, puis des septièmes sur tous les accords (septièmes dites d'espèces), des neuvièmes de dominantes, onzièmes et treizièmes de tonique, puis l'utilisation des notes étrangères. En Allemagne, la maîtrise de toutes les modulations - diatoniques, chromatiques et enharmonique - est considérée comme l'essence du cours d'écriture et fait systématiquement partie des examens finaux[réf. nécessaire].